# Yuliya Barysik
Yuliya Barysik –en bielorruso, Юлія Барысік– (11 de febrero de 1984) es una deportista bielorrusa que compitió en judo. Ganó dos medallas de bronce en el Campeonato Europeo de Judo de 2006, en las categorías de +78 kg y abierta.

## Palmarés internacional
| Campeonato Europeo | Campeonato Europeo  | Campeonato Europeo | Campeonato Europeo |
| Año                | Lugar               | Medalla            | Categoría          |
| ------------------ | ------------------- | ------------------ | ------------------ |
| 2006               | Tampere (Finlandia) | Medalla de bronce  | +78 kg             |
| 2006               | Novi Sad (Serbia)   | Medalla de bronce  | Abierta            |